# トミコ・クレア
トミコ・クレア（Tomiko Claire　2000年9月8日 - ）は、日本で活動しているアメリカ人ハーフタレント、女優、歌手。フリー・ウエイブに所属。

## 人物
アメリカ・サンフランシスコ出身。
日系人の母とアメリカ人の父を持ち、アメリカ・サンフランシスコで育つ。7歳から演技を始め、11歳でミュージカルなどの舞台に立ち、女優として活躍。
講談社主催のモデル発掘オーディション「ミスiD 2017」の受賞を機に、活動拠点を日本へ移す。Wi-Fi-5の一員となる。日本の大学に通い、モデル、女優、アイドルとして活動。
2018年に『小さな恋のうた』でリサ役に抜擢され、映画デビューを果たす。
2025年3月1日、歌手デビュー。
2025年3月24日、上智大学を卒業。

## 出演

### テレビドラマ
- 六本木クラス 第1話（2022年7月7日、テレビ朝日系）[6]
- 年下彼氏2 episode13「言葉の壁」（2024年12月1日、朝日放送テレビ） - ヒロイン・メアリー 役[7]

### テレビ番組
- おもてなし 即レス英会話（2019年、NHK Eテレ） - オリビア 役
- 大西泰斗の英会話☆定番レシピ（2021年、NHK Eテレ）
- ABEMAヒルズ（2021年12月、2022年1月、Abema TV） - ゲストコメンテーター
- 100 Ideas to Save the World（2021年、NHKワールド）  - 番組ホスト
- Japan in Motion（2021年 - 2022年、テレビ新広島） - コーナーレギュラーレポーター
- 恋愛ドラマな恋がしたい in NEW YORK（2022年11月13日 - 2023年1月29日、ABEMA）[8]
- 英会話フィーリングリッシュ（2023年4月 - 、NHK Eテレ）[9]
- MA HEADLINES #563（2025年4月26日〈初回放送〉、ミュージック・エア） - アーティストとして出演。スペシャルゲストに世良公則[10]

### 映画
- 小さな恋のうた（2019年、東映） - リサ 役[11]
- 翔んで埼玉 〜琵琶湖より愛をこめて〜（2023年11月23日、東映） - 和歌山の姫君 役[12]
- YAMANEKO（2025年） - クレア 役

### ライブ
- 世良公則「KNOCK KNOCK2021」（2021年2月21日、よみうり大手町ホール） - ゲスト出演[13]
- 世良公則「KNOCK KNOCK2022 with 宇崎竜童」讀賣（2022年8月27日、大手町ホール） - ゲスト出演
- 世良公則「KNOCK KNOCK2023」（2023年6月17日、ザ・グランコート） - ゲスト出演[14]
- 世良公則 KNOCK KNOCK 2024 with 神本宗幸 feat.NAOTO（2024年8月9日、新歌舞伎座） - ゲスト出演

## ディスコグラフィ

### シングル
|     | 配信日       | タイトル         | 規格                   | 備考                          |
| --- | ------------ | ---------------- | ---------------------- | ----------------------------- |
| 1st | 2025年3月1日 | 白い色は恋人の色 | デジタル・ダウンロード | ベッツィ&クリスの楽曲のカバー |
| 2nd | 2025年3月1日 | さくらさくら     | デジタル・ダウンロード | 日本の歌曲                    |
| 3rd | 2025年3月1日 | Amazing Grace    | デジタル・ダウンロード | 賛美歌                        |